# Ljuša (Šipovo, BiH)
Ljuša je naseljeno mjesto u općini Šipovo, Republika Srpska, BiH.
Smješteno je oko 15 kilometara jugoistočno od Šipova, na obroncima istoimene planine.

## Povijest
Do potpisivanja Daytonskog mirovnog sporazuma bilo je dio istoimenog naseljenog mjesta u sastavu općine Donji Vakuf koja je ušla u sastav Federacije BiH.

## Stanovništvo
Nacionalni sastav stanovništva 2013. godine, bio je sljedeći:
ukupno: 14
- Srbi - 14

## Vanjske poveznice
- Satelitska snimka  Arhivirana inačica izvorne stranice od 27. ožujka 2020. (Wayback Machine)